# Holocentropus lanciger
Holocentropus lanciger là một loài Trichoptera hóa thạch trong họ Polycentropodidae.